# NGC 5240
NGC 5240 ist eine 13,1 mag helle Balken-Spiralgalaxie vom Hubble-Typ SBc im Sternbild der Jagdhunde am Nordsternhimmel. Sie ist schätzungsweise 102 Millionen Lichtjahre von der Milchstraße entfernt und hat einen Durchmesser von etwa 55.000 Lj.
Im selben Himmelsareal befinden sich u. a. die Galaxien NGC 5223, NGC 5228, NGC 5233.
Das Objekt wurde am 1. Mai 1785 von Wilhelm Herschel mit einem 18,7-Zoll-Spiegelteleskop entdeckt, der sie dabei mit „vF, pL, R, lbM“ beschrieb.